# Princess Agents
Princess Agents (chinês simplificado: 特工皇妃楚乔传, pinyin: Tègōng huáng fēi chǔ qiáo chuán) é uma série de televisão chinesa exibida pela Hunan TV entre 5 de junho e 1 de agosto de 2017, estrelada por Zhao Liying, Lin Gengxin, Shawn Dou e Li Qin. A série é baseada no romance 11 Chu Te Gong Huang Fei, escrito por Xiao Xiang Dong Er.

## Enredo
A história se passa durante os tempos caóticos do norte de Wei, onde cidadãos inocentes são freqüentemente seqüestrados e transformados em escravos. A menina escrava, Chu Qiao (Zhao Liying) é jogada em uma floresta junto com outros escravos e se torna o próximo alvo de caça para os senhores ricos. Ela é salva pelo Príncipe do Norte Yan, Yan Xun (Shawn Dou) e Yuwen Yue. Depois disso, ela é trazida para uma poderosa família de Yuwen e testemunha sua sangrenta luta pelo poder. Vendo isso, ela jura levar suas irmãs mais novas e fugir da situação. No entanto, ela chama a atenção de Yuwen Yue (Lin Gengxin) e passa por um treinamento rigoroso ao construir um senso de companheirismo com Yan Xun. Infelizmente, os esquemas dos nobres em Western Wei fazem com que a família de Yan Xun seja abatida e marcada como traidora.
Depois desse incidente, Yan Xun torna-se ambicioso e cruel enquanto promete se vingar das coisas e das pessoas que ele perdeu. Mais tarde, ele começa a duvidar de Chu Qiao e tira proveito de sua lealdade muitas vezes, desconsiderando sua estreita amizade, bem como os sacrifícios que ele terá que fazer pelo poder. Decepcionada com o homem que ela confiou, Chu Qiao acaba com seus laços com Yan Xun e decide lutar com Yuwen Yue para destruir os planos de vingança de Yan Xun.

## Elenco

### Elenco principal
| Ator/Atriz  | Personagem                       |
| ----------- | -------------------------------- |
| Zhao Liying | Chu Qiao / Jin Xiaoliu / Xing'er |
| Lin Gengxin | Yuwen Yue                        |
| Shawn Dou   | Yan Xun                          |
| Li Qin      | Yuan Chun                        |

### Elenco de apoio

#### Yuwen Manor
| Ator/Atriz      | Personagem      |
| --------------- | --------------- |
| Kwok Fung       | Yuwen Zhuo      |
| Chin Shih-chieh | Yuwen Xi        |
| Wang Dong       | Yuwen Hao       |
| Wang Yanlin     | Yuwen Huai      |
| Xing Zhaolin    | Yue Qi          |
| Sun Yi          | Yue Jiu         |
| Yuan Quan       | Yue Shiwu       |
| Li Ang          | Zhan Mou        |
| Fu Jia          | Zhu Shun        |
| Rain Lau        | Madame Song     |
| Cao Xiyue       | Jin Zhu         |
| Wang Yu         | Jin Si          |
| Li Chunyuan     | Ah Luo          |
| Liu Yuqi        | Ying Tao'er     |
| Jiang Yiyi      | cabelo cacheado |

#### Western Wei
| Ator/Atriz    | Personagem                |
| ------------- | ------------------------- |
| Tian Xiaojie  | Imperador of Wei          |
| Sun Ning      |                           |
| Jin Kaijie    | Yuan Qi (Principe Mu)     |
| Jin Jia       | Yuan Che (Principe Xiang) |
| Niu Junfeng   | Yuan Song (Principe Yu)   |
| Huang Haige   | Yuan Yang                 |
| Ying Lingjie  | Yuan Hao                  |
| Nan Sheng     | Lan Shuyi                 |
| Chen Yuanyuan | Jin Xin                   |
| Zheng Shengli | Wei Guang                 |
| Jurai         | Wei Shuyou                |
| Chen Sihan    | Wei Shuye                 |
| Shi Jiantao   | Zhao Gui                  |
| Jin Han       | Zhao Xifeng               |
| Liu Yuan      | Zhao Dongting             |
| Zhang Rui     | Jing Han                  |
| Lu Yongjun    | Eunuch Wang               |
| Yang Liu      | Cai Wei                   |

#### Northern Yan
| Ator/Atriz   | Personagem   |
| ------------ | ------------ |
| Li Haohan    | Yan Shicheng |
| Li Ying      | Bai Sheng    |
| Wang Yitong  | Yan Hongxiao |
| Li Ruojia    | Zhong Yu     |
| Wang Zijie   | Feng Mian    |
| Hu Chunyoung | Cheng Chi    |
| Wei Tianyang | Sun He       |
| Liu Kenan    | Ah Jing      |

#### Southern Liang
| Ator/Atriz     | Personagem |
| -------------- | ---------- |
| Deng Lun       | Xiao Ce    |
| Huang Mengying | Xiao Yu    |
| Cao Xinyue     | Qing Wei   |
| Zhao Xuanqi    | Yin Xin    |
| Sun Yi         | Tao Yeji   |
| Lu Qianxi      | Lu'e       |

#### Aliança de Han Shan
| Ator/Atriz   | Personagem  |
| ------------ | ----------- |
| Ding Ziling  | Luo He      |
| Wang Xinghan |             |
| Wei Lu       | Snake Lady  |
| Hou Yansong  | Dong Fangji |
| Hu Bing      | Wu Daoya    |

#### Xian Yang
| Ator/Atriz    | Personagem        |
| ------------- | ----------------- |
| Huang Jiaqi   | Xing Xing         |
| He Yucheng    | Ouyang Mo / Mo'er |
| Yu Aiqun      | Ouyang Qian       |
| Dong Chunhui  | Liang Shaoqing    |
| Yuan Ziyi     | Meng Feng         |
| Huang Haibing | Zhan Ziyu         |
| Ma Ximi       | Xia Chong         |
| Zhang Zhiwei  | Tian Shoucheng    |

#### Família de Chu Qiao
| Ator/Atriz  | Personagem                           |
| ----------- | ------------------------------------ |
| Liu Bao     | Pai adotivo de Chu Qiao (Jin Xiaolu) |
| Jia Shuyi   | Mãe adotiva de Chu Qiao (Jin Xiaolu) |
| Peng Doudou | Jin Zhixiang                         |
| Ding Nan    | Jin Linxi                            |
| Miao Miao   | Jin Xiaoqi                           |
| Zhu Shengyi | Jin Xiaoba                           |

#### Xiu Li Army
| Ator/Atriz    | Personagem           |
| ------------- | -------------------- |
| Ruan Shengwen | He Xiao              |
| Huang Yi      | Du Pingan / Du Gouzi |
| Liu Yuhang    | Ge Qi                |

#### Bahatu
| Ator/Atriz   | Personagem |
| ------------ | ---------- |
| Kang Ning    | Zha Ma     |
| Zhan Yunfeng | Zha Lu     |
| Zhang Haoran | Tu Da      |

## Trilha sonora
| N.º | Título                                                                                       | Cantor(a)                  | Duração |  |
| 1.  | "Gaze (望)" (Tema de abertura)                                                               | Zhang Bichen & Zhao Liying | 01:32   |  |
| 2.  | "Burning Heart (心之焰)" (Tema de encerramento)                                              | G.E.M.                     | 02:16   |  |
| 3.  | "Star and Moon (星月)" (Canção tema de relacionamento de Chu Qiao e Yuwen Yue)               | Yisa Yu and Reno Wang      | 04:33   |  |
| 4.  | "Unable to Learn (學不會)" (Canção tema de Chu Qiao)                                         | Xiang Xiang                | 04:16   |  |
| 5.  | "Grassland (原上草)" (Canção tema de Chu Qiao)                                               | Liu Xijun                  |         |  |
| 6.  | "The Furthest Heartbeat (最远的心跳)" (Canção tema de Yuwen Yue)                             | Elvis Wang                 |         |  |
| 7.  | "Because of a Person (因为一个人)" (Canção tema de Yan Xun)                                  | Zhang Lei                  |         |  |
| 8.  | "Breaking a Persistent Thought (断执念)" (Canção tema de Yuan Chun)                          | He Jie                     |         |  |
| 9.  | "When We Are Only Left With Me (當我們只剩下我)" (Canção tema de relacionamento de Chu Qiao) | Zhang Xianzi               |         |  |

## Classificações
| Episódio | Data de transmissão | Média de participação do público (CSM52) | Média de participação do público (CSM52) | Média de participação do público (National Average) | Média de participação do público (National Average) | Ranking no horário |
| Episódio | Data de transmissão | Classificações                           | Audiência média                          | Classificações                                      | Audiência média                                     | Ranking no horário |
| -------- | ------------------- | ---------------------------------------- | ---------------------------------------- | --------------------------------------------------- | --------------------------------------------------- | ------------------ |
| 1-2      | 5 de junho de 2017  | 0.841                                    | 5.526%                                   | 0.89%                                               | 7.27%                                               | 1                  |
| 3-4      | 6 de junho de 2017  | 0.937                                    | 6.430%                                   | 1.01                                                | 8.46%                                               | 1                  |
| 5-6      | 7 de junho de 2017  | 1.120                                    | 7.424%                                   | 1.35                                                | 10.27%                                              | 1                  |
| 7-8      | 8 de junho de 2017  | 1.273                                    | 8.354%                                   | 1.40                                                | 11.30%                                              | 1                  |
| 9-10     | 12 de junho de 2017 | 1.193                                    | 8.049%                                   | 1.15                                                | 9.680%                                              | 1                  |
| 11-12    | 13 de junho de 2017 | 1.400                                    | 8.139%                                   | 1.30                                                | 9.62%                                               | 1                  |
| 13-14    | 14 de junho de 2017 | 1.480                                    | 9.691%                                   | 1.36                                                | 11.13%                                              | 1                  |
| 15-16    | 15 de junho de 2017 | 1.233                                    | 7.957%                                   | 1.41                                                | 10.97%                                              | 1                  |
| 17-18    | 19 de junho de 2017 | 1.299                                    | 8.387%                                   | 1.28                                                | 10.09%                                              | 1                  |
| 19-20    | 20 de junho de 2017 | 1.246                                    | 7.930%                                   | 1.34                                                | 10.38%                                              | 1                  |
| 21-22    | 21 de junho de 2017 | 1.455                                    | 9.284%                                   | 1.60                                                | 12.63%                                              | 1                  |
| 23-24    | 22 de junho de 2017 | 1.584                                    | 9.793%                                   | 1.71                                                | 12.80%                                              | 1                  |
| 25-26    | 26 de junho de 2017 | 1.705                                    | 10.424%                                  | 2.01                                                | 14.88%                                              | 1                  |
| 27-28    | 27 de junho de 2017 | 1.815                                    | 10.922%                                  | 2.07                                                | 15.05%                                              | 1                  |
| 29-30    | 28 de junho de 2017 | 1.899                                    | 11.547%                                  | 2.05                                                | 14.78%                                              | 1                  |
| 31-32    | 29 de junho de 2017 | 2.125                                    | 12.556%                                  | 2.28                                                | 15.33%                                              | 1                  |
| 33-34    | 3 de julho de 2017  | 1.892                                    | 11.272%                                  | 1.94                                                | 13.66%                                              | 1                  |
| 35-36    | 4 de julho de 2017  | 1.785                                    | 10.560%                                  | 2.28                                                | 15.65%                                              | 1                  |
| 37-38    | 5 de julho de 2017  | 2.005                                    | 12.338%                                  | 2.24                                                | 15.84%                                              | 1                  |
| 39-40    | 6 de julho de 2017  | 1.936                                    | 11.488%                                  | 2.48                                                | 15.33%                                              | 1                  |
| 41-42    | 10 de julho de 2017 | 1.999                                    | 11.854%                                  | 2.09                                                | 14.52%                                              | 1                  |
| 43-44    | 11 de julho de 2017 | 2.236                                    | 13.051%                                  | 2.36                                                | 16.51%                                              | 1                  |
| 45-46    | 12 de julho de 2017 | 2.289                                    | 13.936%                                  | 2.82                                                | 18.99%                                              | 1                  |
| 47-48    | 13 de julho de 2017 | 2.193                                    | 12.993                                   | 2.86                                                | 19.29%                                              | 1                  |
| 49-50    | 17 de julho de 2017 | 2.277                                    | 13.312%                                  | 2.70                                                | 18.19%                                              | 1                  |
| 51-52    | 18 de julho de 2017 | 2.232                                    | 12.638%                                  | 2.71                                                | 18.04%                                              | 1                  |
| 53-54    | 19 de julho de 2017 | 2.525                                    | 14.644%                                  | 2.78                                                | 19.11%                                              | 1                  |
| 55-56    | 20 de julho de 2017 | 2.358                                    | 13.743%                                  | 2.68                                                | 17.83%                                              | 1                  |
| 57-58    | 24 de julho de 2017 | 2.137                                    | 12.441%                                  | 2.52                                                | 17.44%                                              | 1                  |
| 59-60    | 25 de julho de 2017 | 2.101                                    | 12.117%                                  | 2.55                                                | 17.56%                                              | 1                  |
| 61-62    | 26 de julho de 2017 | 2.199                                    | 13.585%                                  | 2.57                                                | 18.11%                                              | 1                  |
| 63-64    | 27 de julho de 2017 | 2.16                                     | 12.54%                                   | 2.86                                                | 19.12%                                              | 1                  |
| 65       | 30 de julho de 2017 | 0.794                                    | 7.250%                                   | 0.93                                                | 10.26%                                              | 1                  |
| 66       | 31 de julho de 2017 | 1.760                                    | 17.694%                                  | 1.64                                                | 19.28%                                              | 1                  |
| 67       | 1 de agosto de 2017 | 1.841                                    | 16.964%                                  | 1.88                                                | 20.58%                                              | 1                  |
| Média    |                     | 1.741                                    | 10.84%                                   | 1.97                                                | 14.62%                                              | 1                  |

## Prêmios e indicações
| Ano  | Prêmio                                                              | Categoria                 | Indicação       | Resultado | Ref.   |
| ---- | ------------------------------------------------------------------- | ------------------------- | --------------- | --------- | ------ |
| 2017 | Weibo TV Impact Festival                                            | Drama do ano              | Princess Agents | Venceu    | [ 50 ] |
| 2017 | The First Annual Asian-American TV & Film Festival Golden Oak Award | Melhor série de televisão | Princess Agents | Venceu    | [ 51 ] |
| 2017 | 8th Macau International Television Festival                         | Melhor atriz              | Zhao Liying     | Indicado  | [ 52 ] |
| 2017 | 11th Tencent Video Star Awards                                      | Atriz de televisão do ano | Zhao Liying     | Venceu    | [ 53 ] |
| 2017 | 11th Tencent Video Star Awards                                      | Ator mais popular         | Lin Gengxin     | Venceu    | [ 54 ] |

## Exibição internacional
| País      | Canal                   | Data de início da transmissão               |
| --------- | ----------------------- | ------------------------------------------- |
| China     | Hunan TV, iQiyi         |                                             |
| Malásia   | Astro Quan Jia HD       | 7 de setembro de 2017                       |
| Singapura | CHK                     | 2 de outubro de 2017                        |
| Tailândia | Channel 9 MCOT HD       | 9 de dezembro de 2017 - 18 de março de 2018 |
| México    | Imagen Televisión       | 11 de novembro de 2018                      |
| Peru      | Panamericana Televisión | 2019                                        |